# K-Rockathon
K-Rockathon är en årlig musikfestival som hålls i regionen Central New York i delstaten New York, sponsrad av Galaxy Communications-ägda radiostationerna WKLL / WKRL-FM / WKRH. Konserterna hålls på olika platser i Vernon, Syracuse, Oswego, Utica och Weedsport. Lokala band presenteras vid evenemanget tillsammans med nationellt turnerande akter. K-Rockathon visar upp många undergenrer av rockmusik från alternativ rock till raprock till metal.

## Historia
K-Rockathon grundades 1996 när radiostationerna WKRL-FM i Syracuse, WKRH i Minetto och WKLL i Frankfort kände att de behövde anordna en festival för alla sina lyssnare, där rockmusikfans i centrala New York kunde lyssna till några av deras favoritband. Stationernas idé var att skapa en show som utvecklades kring folks smak där de inte bara var ett stopp på en megaturné, och där fans kunde gå och interagera med banden via de tre stationerna och umgås med dem. Således etablerade de tre stationerna K-Rockathon, en rockfestival med mat, dryck, butiker, aktiviteter och musik från banden högst upp på topplistorna. Sedan dess har det blivit en av de mest efterlängtade händelserna varje år.
Sedan 2007 har en mindre serie minikonserter som kallas K-Rock Dysfunctional Family BBQ-evenemanget pågått före K-Rockathon-evenemanget i sig. Och 2010 anordnades en Spring Slam före BBQ-evenemanget.
Under de första åren såldes K-Rockathon-biljetter för $10 eller $12. Biljettpriserna marknadsfördes som "10 Bands for 10 Bucks" eller "12 Bands for 12 Bucks" beroende på antalet artister som planeras att spela på konserten under ett visst år. Denna marknadsföring har övergivits de senaste åren eftersom antalet band har minskat och biljettpriserna har ökat till ungefär $40.